# Tawriczanka (obwód omski)
Tawriczanka (ros. Тавричанка) – wieś (sieło) w Rosji, w obwodzie omskim, w rejonie lubińskim. W 2010 liczyła 425 mieszkańców.